# Sender Polževo
Der Sender Polževo ist eine Sendeanlage für Hörfunk auf dem slowenischen Berg Polževo, etwa 20 Kilometer südöstlich der Stadt Ljubljana. Als Antennenträger kommt ein abgespannter Stahlfachwerkmast zum Einsatz. Aufgrund seines exponierten Standortes hat der Sender eine große Reichweite.
| Frequenz (MHz) | Programm         | RDS PS   | RDS PI | Regionalisierung | ERP (kW) | Antennendiagramm rund (ND)/gerichtet (D) | Polarisation horizontal (H)/vertikal (V) |
| -------------- | ---------------- | -------- | ------ | ---------------- | -------- | ---------------------------------------- | ---------------------------------------- |
| 93,1           | Radio Zeleni Val | ZEL._VAL | 944C   | –                | 1        | ND                                       | V                                        |